# ガッチャンコバラエティ
ガッチャンコバラエティは、北海道放送で深夜に放送されているバラエティ番組に特化したテレビ放送枠のレーベル。2017年4月17日以降は月曜23：56より月曜深夜(月曜23：56-24：27)に放送される。
2016年5月7日（5月6日深夜）から2017年3月25日(3月24日深夜)までは土曜日 0:20 - 0:51 JST(金曜日 深夜）に放送されていた。
当記事では同枠だけで放送された番組（『ますおか&こじるりのベタな旅人トラベター』や『ラップ旅』など）も記す。

## 概要
毎月替わりで3〜4回シリーズ番組を、北海道放送に入社間もないスタッフを中心に制作する、放送枠開始時点の北海道放送のCI「ガッチャンコ」を冠した実験的テレビ番組の放送枠。
当枠設置の契機は、2015年12月5日（4日深夜）、12月12日（11日深夜）、12月19日（18日深夜）の3回シリーズで当放送枠とほぼ同時間帯(金曜深夜24時台後半)に放送されたフラッシュモブバラエティ「ロンブー淳の休日『北海道で○○集合!』」（※続編は後述）が発端。

## 放送日程
当項目では当枠のみで放送された番組についても記す。
| # | 番組名                                                           | 放送年 | 放送月                                      | 主な出演者                                            |
| - | ---------------------------------------------------------------- | ------ | ------------------------------------------- | ----------------------------------------------------- |
| 1 | 酒メンタリー 生き恥上々                                          | 2016年 | 5月                                         | 小橋亜樹                                              |
| 1 | 酒メンタリー 生き恥上々                                          | 2016年 | 7月                                         | 小橋亜樹                                              |
| 1 | 酒メンタリー 生き恥上々                                          | 2017年 | 1月                                         | 小橋亜樹                                              |
| 1 | 酒メンタリー 生き恥上々                                          | 2017年 | 7月                                         | 小橋亜樹                                              |
| 1 | 酒メンタリー 生き恥上々                                          | 2017年 | 12月？                                      | 小橋亜樹                                              |
| 2 | ますおか&こじるりのベタな旅人トラベター                          | 2016年 | 6月                                         | ますだおかだ 小島瑠璃子 金城茉里奈アナウンサー        |
| 2 | ますおか&こじるりのベタな旅人トラベター                          | 2016年 | 9月                                         | ますだおかだ 小島瑠璃子 金城茉里奈アナウンサー        |
| 2 | ますおか&こじるりのベタな旅人トラベター                          | 2017年 | 3月                                         | ますだおかだ 小島瑠璃子 金城茉里奈アナウンサー        |
| 2 | ますおか&こじるりのベタな旅人トラベター                          | 2017年 | 8月                                         | ますだおかだ 小島瑠璃子 金城茉里奈アナウンサー        |
| 3 | 音ドキッ!                                                        | 2016年 | 7月30日（7月29日深夜） 8月6日（8月5日深夜） | グッチー                                              |
| 4 | ラップ旅                                                         | 2016年 | 8月中下旬                                   | MC松島 久保田和靖（とろサーモン） 喜多よしか          |
| 5 | 最果てに会いに来て!                                              | 2016年 | 10月中下旬                                  | サヘル・ローズ ひがし北海道女子旅プロジェクトの皆さん |
| 6 | ロンブー淳の休日『北海道で○○集合!!』2                            | 2016年 | 11月                                        | 田村淳（ロンドンブーツ1号2号）                        |
| 6 | ロンブー淳の休日『北海道で○○集合!』3                             | 2017年 | 5月中下旬                                   | 田村淳（ロンドンブーツ1号2号）                        |
| 6 | ロンブー淳の休日『北海道で○○集合!』4                             | 2017年 | 10月+11月7日                                | 田村淳（ロンドンブーツ1号2号）                        |
| 7 | 平成ノブシコブシの破天荒試し!!～勝つまで終われない破天荒大決戦～ | 2016年 | 12月                                        | 平成ノブシコブシ                                      |
| 7 | 平成ノブシコブシの破天荒試し!!!～お悩み!相談ラップだべ           | 2017年 | GW前中                                      | 平成ノブシコブシ                                      |
| 8 | ジンギス談!                                                      | 2017年 | 2月                                         | タカアンドトシ 喜多よしか                             |
| 9 | アップダウンと申します                                           | 2017年 | 6月                                         | アップダウン                                          |

### ますおか&こじるりのベタな旅人トラベター
ガッチャンコバラエティ・ますおか&こじるりのベタな旅人トラベター(がっちゃんこばらえてぃ ますおかこじるりのべたなたびびととらべたー)は、北海道放送で2016年6月4日（3日深夜） - 18日（17日深夜）や9月3日（2日深夜） - 9月24日（23日深夜）と2017年3月25日（24日深夜）に土曜日 0:25 - 0:55 JST(金曜日 深夜のガッチャンコバラエティ枠）で、2016年6月25日（24日深夜）は土曜日1:10 - 1:41 JST(同枠)、2017年3月4日（3日深夜） - 3月18日（17日深夜）は土曜日0：50 - 1：21（同枠）、2017年8月14日 - 9月4日に月曜23：56-火曜0：27(月曜日深夜のガッチャンコバラエティ枠)で放送された旅番組。
ますだおかだ、小島瑠璃子、そして金城茉里奈（北海道放送アナウンサー）が、北海道のご当地のベタな名所を紹介しながら、ベタな名所の人々の交流を通じ、ベタな名所のシュールな裏話を味わう。1箇所目と2箇所目の移動のロケバスの様子も放送された。2018年8月4日にTBSで初の全国ネットとしてタカ＆トシをゲストとして道東エリア編が放送された（8月12日にローカル放送でその未公開スペシャル。どちらも1時間枠）。2019年7月27日には、全国放送第2弾として同じくタカ＆トシをゲストに、小樽エリア編が放送された。2020年4月〜5月に、日本映画専門チャンネルにて、#1〜#22が放送された。北海道放送で2020年7月19日に、ますだおかだ、小島瑠璃子、タカアンドトシの5人が出演し、「お家で旅気分! ベタな旅人トラベター」と題して、過去の放送で取り上げられた人気のグルメや観光スポットを、映像を見ながら振り返る番組が放送された。
| #     | ロケ地           | ロケ場所 | 放送日                     |
| ----- | ---------------- | --- | -------------------------- |
| 1     | 小樽市           | 三角市場、小樽ニューなると | 2016年6月4日（6月3日深夜） |
| 2     | 長沼町           | ハイジ牧場、いわき | 6月11日（6月10日深夜）     |
| 3     | 恵庭市           | 吉田農場、GERATERIA e CAFE Gigi | 6月18日（6月17日深夜）     |
| 4     | 千歳市           | 麺や麗、駅前食堂 千歳屋 | 6月25日（6月24日深夜）     |
| 5     | 富良野エリア     | ファーム富田、近藤農園、唯我独尊 | 9月3日（9月2日深夜）       |
| 6     | 富良野エリア     | 富良野とみ川フラノマルシェ店、ファームレストラン『あぜ道よリ道』 アルパインビジターセンター | 9月10日（9月9日深夜）      |
| 7     | 美瑛町           | 四季彩の丘、青い池、丘のまち停車場 | 9月17日（9月16日深夜）     |
| 8     | 旭川市           | 平和通買物公園、旭山動物園、花ちゃん | 9月24日（9月23日深夜）     |
| 9     | 函館市           | ハセガワストア 中道店、ラッキーピエロ マリーナ末広店 | 2017年3月4日 （3月3日）    |
| 10    | 函館市           | 函館山展望台、大門横丁 | 3月11日 （3月10日深夜）    |
| 11    | 函館市           | ラビスタ函館ベイ、函館朝市駅二市場イカ釣り広場 湯の川温泉 函館市熱帯植物園 | 3月18日（3月17日深夜）     |
| 12    | 函館市           | 水無海浜温泉、行列のできる函館ラーメン店 『星龍軒』、スナッフルス 高丘店、五稜郭タワー | 3月25日（3月24日深夜）     |
| 13    | 美幌町           | 網走川河畔公園、屈斜路湖 | 8月14日                    |
| 14    | 弟子屈町、清里町 | 手づくりアイスクリームの店『クリーム童話』 さくらの滝（斜里川の一部）、神の子池、海鮮料理『番屋』 | 8月21日                    |
| 15    | 斜里町           | ウトロ漁港、ウトロ漁協婦人部食堂 知床自然センター、オシンコシンの滝、知床エゾシカファーム | 8月28日                    |
| 16    | 網走市、大空町   | 網走原生牧場観光センター、女満別湖畔キャンプ場 道の駅 流氷街道網走、網走刑務所 | 9月4日                     |
| 17 18 | 道東エリア       | アドヴィックス常呂カーリングホール、常呂漁港 女満別空港、硫黄山、釧路湿原、阿寒湖温泉『鶴雅』 釧路・春採アイスアリーナ、『鳥松』、釧路和商市場 幣舞橋周辺、                                               | 2018年8月4日 8月12日       |
| 19    | 札幌エリア       | 新篠津村たっぷの湯、『メディスンマン』 中島公園通店 大倉山ジャンプ競技場、『羊肉専門店 群』 | 2019年3月17日              |
| 20    | 札幌エリア       | 札幌中央卸売市場 場外市場、『ロイズ』あいの里公園店 『麺屋 彩未』、『パフェ、珈琲、酒、佐々木』 | 3月24日                    |
| 21 22 | 小樽エリア       | 『伊勢鮨』駅中店、小樽堺町通り商店街 小樽洋菓子舗『ルタオ』本店、天狗山、青の洞窟 アップルポート余市、『田村岩太郎商店』 『木ニセコ』ホテル・『杏ダイニング』 『らーめん 渡海家』、小樽港マリーナ         | 7月27日 8月4日             |
| 23    | ニセコ編         | 倶知安町比羅夫エリア、移動販売車の広場 『ビッグフットバンカー』『本間松蔵商店』6号倉庫 スーパー『北雄ラッキー』倶知安店                                                                                   | 2020年3月15日              |
| 24    | ニセコ編         | 『ノーザンリゾート アンヌプリ』、『ニセコチーズ工房』 ニセコラーメン『風花』、ビッグウェーブ ニセコ 町営倶知安 旭ヶ丘スキー場 『パーク ハイアットニセコ HANAZONO』・レストラン『モリエール モンターニュ』 | 3月22日                    |

### 音ドキッ!
ガッチャンコバラエティ・音ドキッ!（がっちゃんこばらえてぃ おとどきっ）は、2016年7月30日や2016年8月6日（2016年7月29日深夜や8月5日深夜）の未明0時20分 - 0時51分(金曜日 深夜のガッチャンコバラエティ枠）まで北海道放送で前後編で放送された、2016年7月中旬に札幌市北3条広場で開催されたイベント「HBC赤れんがプレミアムフェスト『今日ドキッ!SUMMER LIVE』」の2016年7月16日の様子をイベント司会のグッチーのインタビューと共におくる音楽番組。2016年11月6日（5日深夜）0時53分からレギュラー放送開始。2017年4月19日以降は水曜0：58-1：28＜火曜日深夜＞に移動。
| 放送日                    | 出演アーティスト                       |
| ------------------------- | -------------------------------------- |
| 2016年7月30日（29日深夜） | フラチナリズム、Softly、Do As Infinity |
| 2016年8月6日（5日深夜）   | Rihwa、ALvino、D.W.ニコル              |

### ラップ旅
ガッチャンコバラエティ ラップ旅（がっちゃんこばらえてぃ らっぷたび）は、北海道放送で2016年8月13日（12日深夜）より8月27日（8月26日深夜）までの間、土曜日 0時25分 - 0時55分 JST(金曜日 深夜のガッチャンコバラエティ枠）に放送された、旅番組。
日本語ラップの達人達が、初回放送時点ではラップ初心者のローカルタレント喜多よしかを引き連れ、観光名所に立ち寄り、即興でリズムに合わせる歌詞を詠む『フリースタイルラップ』で観光案内をする旅。
出演者
- MC松島[4](ウェブコミックの漫画家、映画監督、ヒップホップデュオ「忍者ゼミナール」所属、ヒップホップバンド「two people soup on」[63]MC)
- 久保田和靖（とろサーモン）[3]
- 喜多よしか[5]

| # | ロケ地               | ロケ場所                               | 放送日                       |
| - | -------------------- | -------------------------------------- | ---------------------------- |
| 1 | 苫小牧市、登別市     | ぷらっとみなと市場、のぼりべつクマ牧場 | 2016年8月13日（8月12日深夜） |
| 2 | ニセコ、京極町       | ニセコ温泉郷、ふきだし公園             | 2016年8月20日（8月19日深夜） |
| 3 | 小樽市、札幌市中央区 | 小樽運河、キング・ムー                 | 2016年8月27日（8月26日深夜） |

### 最果てに会いに来て!
ガッチャンコバラエティ最果てに会いに来て!(がっちゃんこばらえてぃ さいはてにあいにきて)は、北海道放送で2016年10月15日（14日深夜）に土曜日0:35 - 1:06 JST(金曜日 深夜のガッチャンコバラエティ枠）で、10月22日（21日深夜）や10月29日（28日深夜）が土曜日 0:25 - 0:55 JST(同枠)で放送された旅番組。サヘル・ローズが、ひがし北海道女子旅プロジェクト「Re♡birth」を案内役にした北海道東部地域の女子会ツアーをプロデュースする様子をおくる。
| # | ロケ地 ロケ場所         | 放送日                         |
| - | ----------------------- | ------------------------------ |
| 1 | 羅臼町 熊越の滝         | 2016年10月15日（10月14日深夜） |
| 2 | 網走市 天都山           | 2016年10月22日（10月21日深夜） |
| 3 | 津別町 シゲチャンランド | 2016年10月29日（10月28日深夜） |

### ロンブー淳の休日『北海道で○○集合!!』シリーズ
ガッチャンコバラエティ ロンブー淳の休日『北海道で○○集合!!』2は、北海道放送で2016年11月5日（4日深夜）に土曜日0:35 - 1:06 JST(金曜日 深夜のガッチャンコバラエティ枠）で、11月26日（25日深夜）が土曜日 0:25 - 0:55 JST(同枠)で、ガッチャンコバラエティ ロンブー淳の休日「北海道で 集合！」3は同じく北海道放送で2017年5月8日-5月26日が月曜23：56-火曜0：27（月曜日 深夜のガッチャンコバラエティ枠）に、ガッチャンコバラエティ ロンブー淳の休日『北海道で○○集合!!』4（月曜深夜のガッチャンコバラエティ枠）今も同じく2017年10月16日-11月？日に月曜23：56-火曜0：27も放送されたバラエティ番組。ロンドンブーツ1号2号の田村淳の冠番組で、Twitterを利用してテーマに沿った人物を集めるフラッシュモブバラエティ。便宜上、パイロット版となる第1弾の放送リストも掲載。
| #  | サブタイトル | 放送日 | 放送日                   | 備考 |          |
| -- | --- | ------ | ------------------------ | --- | -------- |
| 1  | 大切な何かを抱いて、クラーク像前に集合！ | 2015年 | 12月5日                  | さっぽろ羊ヶ丘展望台で2016年10月26日収録                                                                       |          |
| 2  | 前半「北海道の有名人になりきって、道新ホールに集合！」 後半「森の動物になりきって、ワンダーランドサッポロに集合！」                                             | 2015年 | 12月12日（12月11日深夜） | |          |
| 3  | 真っ白いカップル、白い恋人パークに集合！ | 2015年 | 12月19日（12月18日深夜） | |          |
| 4  | ブッ飛んだ何かを持って、札幌大倉山に集合！ | 2016年 | 11月5日（4日深夜）       | |          |
| 5  | ミステリー編 | 2016年 | 11月12日（11日深夜）     | 「ブッ飛んだ何かを持って、札幌大倉山に集合！」続編、シカのお面が飾ってある家へ                                 |          |
| 6  | 北広島市平和の灯公園のモニュメント前に集合！そして、共に広島カープのリーグ優勝を祝おうではありませんか！                                                        | 2016年 | 11月19日（18日深夜）     | 2016年10月17日収録                                                                                             |          |
| 7  | ブッ飛んだ編 | 2016年 | 11月26日（25日深夜）     | 「ブッ飛んだ何かを持って、札幌大倉山に集合！」続編、全裸生活者の家へ                                           |          |
| 8  | 前半「タイトルコールを一緒にしてくれる人、美瑛町のセブンスターの木に来れる人いませんか？」 後半「安全なようで危険で、やっぱり安全な何かを持って、旭川に集合！」 | 2017年 | 5月8日                   | |          |
| 9  | 品定め編 | 2017年 | 5月15日                  | 「安全なようで危険で、やっぱり安全な何かを持って、旭川に集合！」続編                                           |          |
| 10 | ミラクルチェンジ編 | 2017年 | 5月22日                  | 「安全なようで危険で、やっぱり安全な何かを持って、旭川に集合！」続編、やおい女性の家へ、北の国から2017集合予告 |          |
| 11 | ドラマ北の国からの登場人物になりきって、麓郷の森に集合！ | 2017年 | 5月29日                  | 2017年4月7日収録。田村監督による再現ドラマあり                                                                 |          |
| 12 | 丑年生まれの人、(できればウシを連れて)北海道中標津町営牧場に集合！                                                                                              | 2017年 | 10月16日                 | 2017年9月6日収録。                                                                                             |          |
| 13 | 丑年生まれの人、(できればウシを連れて)北海道中標津町営牧場に集合！                                                                                              | 2017年 |                          | 2017年9月6日収録。                                                                                             | 10月23日 |
| 14 | 「これから知床の自然を案内してくれるガイドさん集合！」フレペの滝ガイド編                                                                                        | 2017年 | 10月30日                 | 2017年9月7日収録                                                                                               |          |
| 15 | 世界遺産に登録されている知床に「あなただけの世界に誇れる何か」を持って集合                                                                                      | 2017年 | 11月7日                  | 知床世界遺産センター前で、2017年9月6日収録                                                                     |          |

### 平成ノブシコブシの破天荒試し!!
ガッチャンコバラエティ 平成ノブシコブシの破天荒試し!!〜勝つまで終われない破天荒大決戦〜（がっちゃんこばらえてぃ へいせいのぶしこぶしのはてんこうだめしかつまでおわれないはてんこうだいけっせん）は、北海道放送で2016年12月3日（2日深夜） - 12月17日（12月16日深夜）に土曜日0:20 - 0:51 JST(金曜日 深夜のガッチャンコバラエティ枠）で、12月24日（23日深夜）が土曜日 2:35 - 3:06 JST(代替同枠)に放送されたバラエティ番組。果たし状を送った平成ノブシコブシが勝利するまで挑戦し続ける過酷な対決を行う。第2回以降に助っ人としてとにかく明るい安村が加わった。
2nd Seasonは月曜に移動し、ガッチャンコバラエティ平成ノブシコブシの破天荒試し！！～お悩み！相談ラップだべ（がっちゃんこばらえてぃ へいせいのぶしこぶしのはてんこうだめしおなやみそうだんらっぷだべ）に改め、2017年4月17日-5月1日に月曜23:56-火曜0：27（月曜 深夜のガッチャンコバラエティ枠）で北海道放送で放送された人生相談ラップバラエティ番組となった。北海道ラップ四天王（前述のMC松島、後述のdoggydoggをはじめ、ROZETTA、吉村崇の中学の同級生・LARGE IRON）や、助っ人？のレイザーラモンRGらと、テーマに沿ったフリースタイルラップでお悩み相談に答える。
| # | 対決内容 対戦者                                 | 放送日                     |
| - | ----------------------------------------------- | -------------------------- |
| 1 | テコンドー 大川竜平                             | 2016年12月3日（2日深夜）   |
| 2 | 大食い 北海道大学演劇サークル「劇団しろちゃん」 | 2016年12月10日（9日深夜）  |
| 3 | 太鼓の達人、Dance Evolution、maimai             | 2016年12月17日（16日深夜） |
| 4 | ラップ MC doggy dog（中華一番）                 | 2016年12月24日(23日深夜)   |

| # | 相談者 相談内容                       | ラッパー1 | ラッパー2        | テーマ     | 放送日        |
| - | ------------------------------------- | --------- | ---------------- | ---------- | ------------- |
| 1 | 女性ミュージシャン プロデビューしたい | -         | -                | -          | 2017年4月17日 |
| 2 | 神様のペット -                        | -         | レイザーラモンRG | -          | 2017年4月17日 |
| 3 | 年上に遊ばれる                        | 吉村崇    | LARGE IRON       | -          | 2017年4月24日 |
| 4 | オジョー 自分のキャラが欲しい         | -         | -                | -          | 2017年4月24日 |
| 5 | 農家 会話ができなくて困る             | -         | -                | -          | 2017年4月24日 |
| 6 | ゴールデンルーズ 売れたい             | -         | 徳井健太         | LARGE IRON | 2017年5月1日  |
| 7 | かわむらはるな もっと知ってもらいたい | Disる     | -                | -          | 2017年5月1日  |
| 8 | 漫画家 相談内容                       | -         | -                | -          | 2017年5月1日  |

### ジンギス談!
ガッチャンコバラエティ ジンギス談!（がっちゃんこばらえてぃ じんぎすだん）は、北海道放送で2016年2月4日（3日深夜） - 2月24日（23日深夜）に土曜日0:20 - 0:51 JST(金曜日 深夜のガッチャンコバラエティ枠）で放送されるトーク番組。タカアンドトシをホストに、ジンギスカンを食べながら地元談義を多少の脱線トークをしながら行う。2017年4月18日より、火曜日23：56-水曜0：27（火曜日深夜。初回は水曜0:11-0:42）でレギュラー化（ジンギス談!を参照）。
| # | 放送日                    | ゲスト                                   |
| - | ------------------------- | ---------------------------------------- |
| 1 | 2017年2月4日（3日深夜）   | すずらん、スキンヘッドカメラ、つちふまズ |
| 2 | 2017年2月11日（10日深夜） | 品川庄司、しろっぷ、ゴールデンルーズ     |
| 3 | 2017年2月18日（17日深夜） | 品川庄司、しろっぷ、ゴールデンルーズ     |
| 4 | 2017年2月25日（24日深夜） | 1回目から3回目までの未公開集             |

### アップダウンと申します
ガッチャンコバラエティアップダウンと申します（がっちゃんこばらえてぃあっぷだうんともうします）は、2017年6月5日-6月26日に月曜23：56-火曜0：27(月曜日深夜のガッチャンコバラエティ枠)で放送されたドキュメンタリー番組。アップダウンの二人が芸人生命を懸け自腹10万円で1週間の単独ライブ宣伝に自らを費やすドキュメンタリー。